# Julien Marchand
Pour les articles homonymes, voir Marchand.

a Compétitions nationales et continentales officielles uniquement.

b Matchs officiels uniquement.
Dernière mise à jour le 15 mars 2025.
Julien Marchand, né le 10 mai 1995 à Loures-Barousse (Hautes-Pyrénées), est un joueur international français de rugby à XV qui joue au poste de talonneur au Stade toulousain, où il est formé.
Il remporte le championnat de France en 2019, 2021, 2023, 2024 et 2025 et la Champions Cup en 2024 avec le Stade toulousain, ainsi que le Grand Chelem avec l'équipe de France lors du Tournoi des Six Nations 2022.

## Biographie

### Jeunesse et formation
Julien Marchand est né le 10 mai 1995 à Loures-Barousse. Il commence par pratiquer le football jusqu'à ses 11 ans, puis se tourne rapidement vers le rugby qu'il commence à l’US Montréjeau Gourdan-Polignan où son père était entraîneur. Il y joue durant cinq années,,. Il intègre ensuite le centre de formation du Stade toulousain en 2009, en cadets. À son arrivée à Toulouse, Julien Marchand jouait en troisième ligne, avant que Sébastien Piqueronies, alors entraîneur à Toulouse, le replace au poste de talonneur.
En 2013, il est champion de France Crabos avec les rouge et noirs.
En parallèle, il est international avec l'équipe de France des moins de 17 ans et 18 ans.
Son frère Guillaume est également joueur de rugby professionnel au poste de talonneur au sein du Stade toulousain. En 2021-2022, il est prêté au Lyon olympique universitaire. En 2018, il a remporté la Coupe du monde des moins de 20 ans avec l'équipe de France.

### Débuts professionnels (2014-2018)

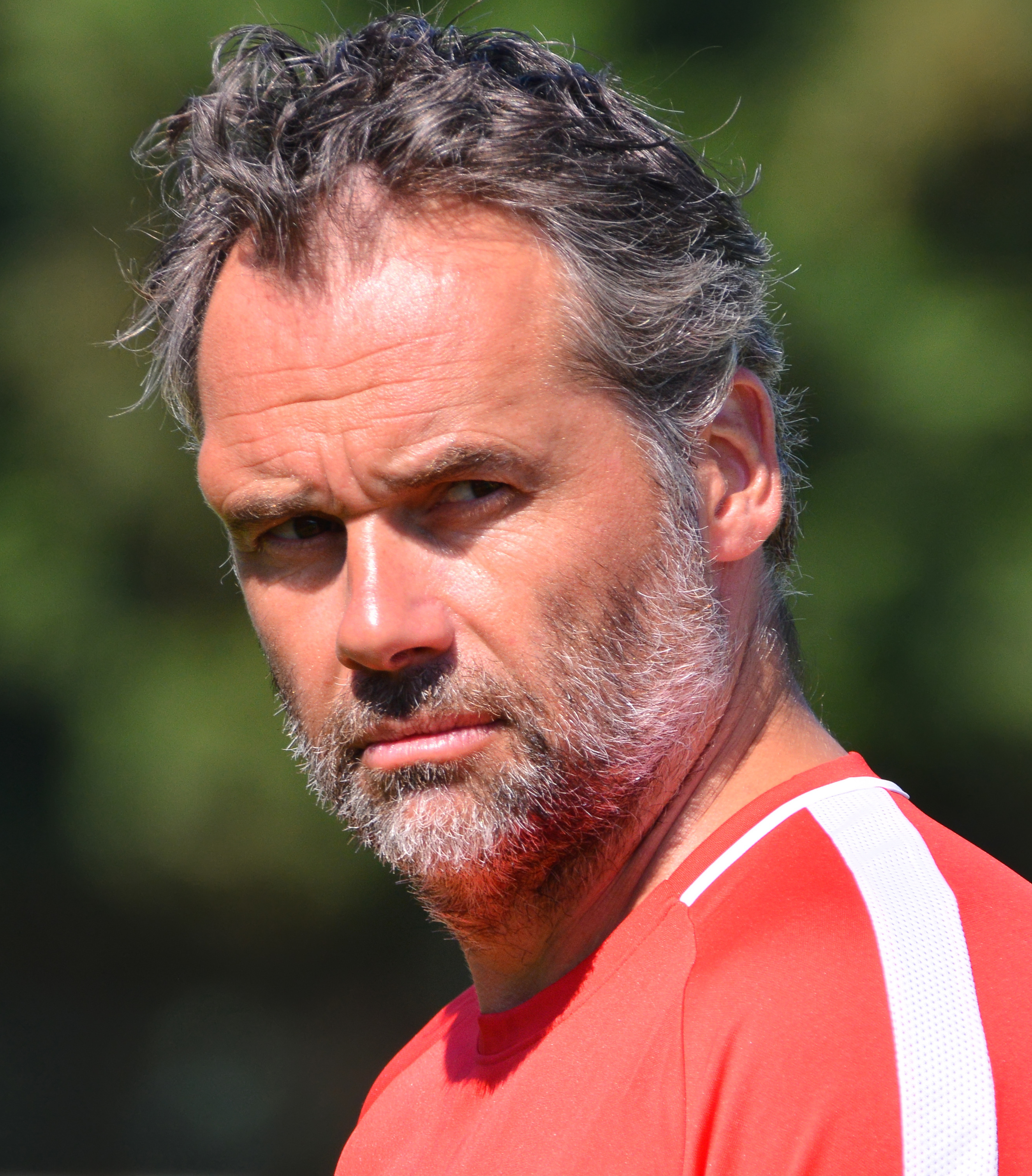
Ugo Mola, ici en 2018, est l'entraîneur de Julien Marchand depuis 2015.

En début de saison 2014-2015, Julien Marchand est quatrième dans la hiérarchie des talonneurs au Stade toulousain derrière Chiliboy Ralepelle, Christopher Tolofua et Corey Flynn. Cependant, il profite des absences à ce poste de Ralepelle et Tolofua, les habituels titulaires, pour disputer son premier match professionnel, à l'âge de 19 ans. Ainsi, le 4 octobre 2014, à l'occasion de la huitième journée de Top 14, il joue pour la première fois avec le maillot rouge et noir, en tant que titulaire face au Stade français, match au cours duquel il réalise une bonne performance. Il joue la fin de la saison comme remplaçant de l'international néo-zélandais Flynn. En mai 2015, à l'occasion du match de barrage qui oppose son club à Oyonnax (victoire 20 à 19), il entre en jeu en compagnie de Cyril baille et Dorian Aldegheri, avec qui il va faire basculer ce match. En effet, cette jeune première ligne va poser de gros problèmes à son adversaire et stabiliser la mêlée toulousaine, en difficulté avant leurs entrées,. Il profite alors de cette performance pour se faire remarquer. Sur l'ensemble de la saison, il participe à 19 matchs de Top 14, et aux six matchs de son équipe en Coupe d'Europe, pour deux titularisations.
En parallèle de sa saison en club, il est sélectionné, avec l'équipe de France des moins de 20 ans, pour la première fois, par Fabien Pelous, le 7 février 2015, pour affronter l'Écosse, dans le cadre du Tournoi des Six Nations des moins de 20 ans 2015. Il joue les cinq matchs des Bleuets dans ce tournoi. En fin de saison, il participe au championnat du monde junior 2015, durant lequel il joue trois matchs, dont un en tant que titulaire lors de la demi finale de la compétition. Il prend la place de Camille Chat, le numéro un au poste jusqu'alors,.
L'arrivée de Ugo Mola et de Fabien Pelous à la tête du Stade toulousain la saison suivante, en 2015-2016, n’altère pas son statut dans l'effectif. À la suite du départ de l'international sud-africain Chiliboy Ralepelle, le Stade toulousain ne recrute pas de joueur supplémentaire au poste de talonneur. Il est titularisé pour la troisième fois de sa jeune carrière le 31 octobre 2015 pour la septième journée du championnat lors du déplacement du Stade toulousain sur la pelouse de Montpellier HRC qui est alors deuxième du Top 14.
À l'issue de cette saison, Julien Marchand fait partie des révélations de la saison toulousaine. En quatorze matchs joués, il a montré qu'il est un joueur à fort potentiel. En juillet 2016, il figure sur la Liste développement de 30 joueurs de moins de 23 ans à fort potentiel que les entraîneurs de l'équipe de France suivent pour la saison 2016-2017.
Pour la saison 2016-2017, le néo-zélandais Flynn quitte Toulouse et est remplacé par l'expérimenté international italien, Leonardo Ghiraldini qui a pour rôle d'encadrer les deux jeunes talonneurs Marchand et Tolofua. En fin d'année 2016, il est considéré par Midi olympique comme l'une cinq révélations françaises de l'année, aux côtés de Baptiste Serin, Antoine Dupont, Arthur Iturria et Gabriel Lacroix. Les performances de Ghiraldini, arrivé pour être le numéro un au poste de talonneur, étant décevantes, Julien Marchand obtient finalement plus de temps de jeu que prévu. Il joue au total 24 matchs toutes compétitions confondues et marque quatre essais, soit plus que ses deux concurrents au poste. 
Durant la saison 2017-2018, son principal concurrent au poste, Tolofua, quitte Toulouse et rejoint les Saracens, faisant ainsi de Julien Marchand le talonneur titulaire du Stade toulousain. En octobre 2017, il prolonge son contrat de trois ans avec son club et est désormais engagé jusqu'en 2021,. Il manque les deux premiers mois de championnat à cause d'une fracture de la main, obligeant le Stade toulousain à recruter David Roumieu, qui ne joue cependant pas devant Julien Marchand après son retour à la compétition. Au cours de cette saison, Julien Marchand s'impose définitivement dans son club formateur, est désormais considéré comme une valeur sûre à son poste et un prétendant à l'équipe de France.

### Premier titre et débuts en équipe de France (2018-2020)
En juin 2018, Julien Marchand est sélectionné pour jouer avec les Barbarians français qui affrontent les Crusaders puis les Highlanders en Nouvelle-Zélande. Il est titulaire lors du premier test puis remplaçant lors du second, les Baa-baas s'inclinent 42 à 26 à Christchurch puis 29 à 10 à Invercargill.
Après le départ à la retraite en 2018 de Florian Fritz, Julien Marchand est nommé capitaine du Stade toulousain pour la saison 2018-2019, à seulement 23 ans,. Il réalise un bon début de saison, enchaînant les matchs et les titularisations, récompensé en octobre 2018, lorsqu'il est sélectionné par Jacques Brunel dans le groupe de l'équipe de France pour disputer les trois test internationaux de novembre 2018 contre l'Afrique du Sud, l'Argentine et les Fidji. Les autres talonneurs du groupe sont Camille Chat et Guilhem Guirado, capitaine des Bleus. Il dispute son premier match en équipe de France le 24 novembre 2018, au Stade de France, contre l'équipe des Fidji en rentrant en jeu à la place de Guilhem Guirado à la 69e minute. Le XV de France s'incline pour la première fois de son histoire contre les Fidji, 14 à 21. Le 1er février 2019, il dispute son deuxième match avec l'équipe de France en remplaçant de nouveau le capitaine Guilhem Guirado en cours de match. Sur la dernière action du match, il se blesse gravement. Souffrant d'une rupture des ligaments croisés, sa saison est terminée et il ne peut postuler pour participer à la Coupe du monde de rugby à XV 2019 au Japon.
Il ne participe donc pas non plus à la fin de saison du Stade toulousain, laissant ainsi son frère, Guillaume et Peato Mauvaka se révéler durant son absence,. En mai 2019, il prolonge son contrat avec le club de deux années supplémentaires, soit jusqu'en 2023. Puis, les Toulousains atteignent la finale de Top 14 qu'ils remportent 24 à 18 face à l'ASM Clermont. Julien Marchand remporte ainsi le premier titre de sa carrière, bien qu'il ne participe pas à cette finale. Malgré sa longue absence, il est élu meilleur talonneur de la saison 2018-2019 de Top 14 par les internautes du site www.rugbyrama.fr. 
Il fait son retour sur les terrains à l'occasion de la septième journée de Top 14, lorsqu'il entre en jeu à la place de son frère, face au Castres olympique,. Il joue ensuite la plupart des matchs avec son club jusqu'en février 2020, lorsqu'il est appelé par le nouveau sélectionneur des Bleus, Fabien Galthié, pour participer au Tournoi des Six Nations 2020,. Face au forfait de Camille Chat, habituel talonneur titulaire en équipe de France, à cause d'une blessure au mollet, Julien Marchand est alors dans le XV de départ pour le premier match du tournoi face à l'Angleterre,,. Il joue ensuite les quatre autres matchs du tournoi en tant que titulaire également. Avec le Stade toulousain, il finit le championnat plus rapidement que prévu à cause de la pandémie de Covid-19 qui met un terme à la saison prématurément. Les matchs de Coupe d'Europe sont cependant reportés, et il peut donc jouer le quart de finale face a l'Ulster puis la demi-finale contre Exeter que les Toulousains perdent. 

### Au plus haut niveau (depuis 2020)

#### Champion de France en 2021

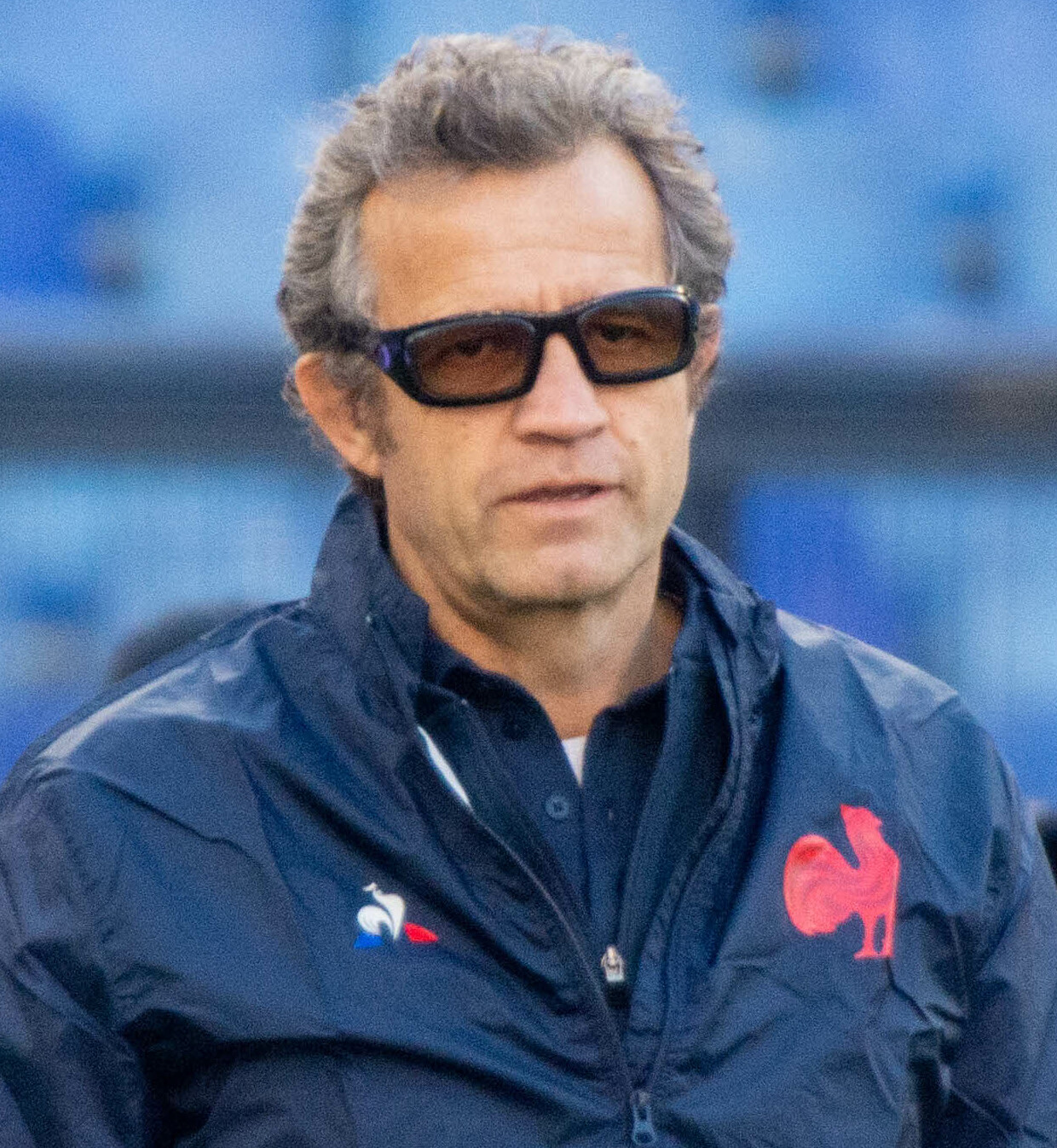
Julien Marchand devient un cadre du XV de France lors du premier mandat du sélectionneur Fabien Galthié.

Julien Marchand commence la saison 2020-2021 en tant que titulaire au poste de talonneur, bien que Peato Mauvaka, son premier concurrent, ait beaucoup progressé les deux dernières saisons. Il est désormais l'un des tauliers du Stade toulousain et de l'équipe de France, considéré comme titulaire indiscutable à son poste. En novembre 2020, il est sélectionné pour participer à la Coupe d'automne des nations, durant laquelle il joue un seul match, contre l'Écosse. Durant ce match, il remplace Camille Chat en seconde période. En fin d'année 2020, il est nommé, par Midi olympique, dans le XV de l'année en Top 14. Il est ensuite appelé pour participer au Tournoi des Six Nations 2021, durant lequel il joue tous les matchs, en étant à chaque fois titulaire et termine à la deuxième place derrière le Pays de Galles, vainqueur. 
De retour à Toulouse, Julien Marchand et le Stade toulousain réalisent un sans faute en Coupe d'Europe, et éliminent le Munster, Clermont puis l'Union Bordeaux Bègles, avant d'affronter le Stade rochelais en finale. Face à l'UBB en demi-finale, il écope de quatre semaines de suspension à la suite d'un geste dangereux qui aurait dû lui valoir un carton rouge,. Il ne peut donc pas participer à la finale que son club remporte en s'imposant face aux Rochelais sur le score de 22 à 17, le cinquième titre du Stade toulousain dans la compétition,.
En Top 14, Julien Marchand joue treize matchs cette saison dont la demi-finale gagnée face à l'UBB et la finale face au Stade rochelais. En finale, il est titulaire en première ligne, accompagné de Cyril Baille et Charlie Faumuina et joue 57 minutes jusqu'à ce que Peato Mauvaka le remplace. Toulouse s'impose une fois de plus, sur le score de 18 à 8 et Julien Marchand remporte son deuxième titre de la saison, le troisième de sa carrière.
Sur le plan personnel, il réalise une excellente saison, que ce soit en club ou en sélection nationale où il impressionne par ses très bonnes performances. En bleu, il a notamment pris la place de numéro un au poste de talonneur, devançant ainsi Camille Chat.

#### Grand Chelem avec les Bleus en 2022
La saison suivante, en 2021-2022, Julien Marchand joue seize matchs de Top 14 et trois de Coupe d'Europe, échouant dans les deux compétitions en demi-finale. Il est le titulaire au poste de talonneur durant l'intégralité alternant régulièrement avec Peato Mauvaka. À la fin de l'année 2021, il prolonge son contrat avec son club formateur jusqu'en 2028. Il fait également partie du XV mondial de l'année selon Midi olympique.
Avec les Bleus, il est dans un premier temps sélectionné pour la tournée d'automne 2021. Il ne joue pas le premier match face à la Nouvelle-Zélande, touché aux côtes. Il retrouve cependant sa place de titulaire pour les deux autres matchs de la tournée contre l'Argentine et la Géorgie que la France remporte. Quelques mois plus tard il est appelé pour participer au Tournoi des Six Nations 2022. Il joue tous les matchs du tournoi en tant que titulaire. Les Français remportent tous les matchs de la compétition, réalisant ainsi le Grand Chelem, le dixième de l'histoire du rugby tricolore, le premier depuis douze ans. Il s'agit du premier titre remporté en sélection nationale par Julien Marchand. Il réalise un très bon tournoi et est l'un des grands artisans du succès français, notamment grâce à ses grattages de ballons au sol qui ont été très importants pour son équipe. Il est donc logiquement nommé dans l'équipe type de la compétition.

#### Champion de France en 2023
Julien Marchand commence ensuite la saison 2022-2023, toujours en tant que capitaine et talonneur numéro un au Stade toulousain, il est considéré comme l'un des meilleurs gratteurs de ballons au monde. Il est toujours en concurrence avec Peato Mauvaka, qui vient de réaliser une excellente saison 2021-2022, que ce soit avec les rouge et noir ou les bleus. Les deux joueurs forment un duo complémentaire et alternent régulièrement à la place de titulaire,. Durant leurs absences, quand ils sont convoqués en équipe de France, ils sont suppléés par les espoirs Guillaume Cramont et Ian Boubila. En novembre 2022, il est convoqué par Fabien Galthié pour la tournée d'automne 2022. Durant le premier match de la tournée, face à l'Australie, Julien Marchand marque son premier essai en bleu, un essai décisif pour la victoire des Français qui s'imposent 30 à 29,. Quelques mois plus tard, en janvier 2023, il est de nouveau appelé en équipe de France pour participer au Tournoi des Six Nations 2023,. Il joue les cinq matchs de son pays en tant que titulaire et la France termine la compétition en deuxième position derrière l'Irlande qui réalise le Grand Chelem.
De retour avec son club, il se qualifie jusqu'en demi-finale de la Champions Cup, avant d'être éliminé une fois de plus aux portes de la finale par le Leinster, une défaite 41 à 22,. Toutefois, en championnat, les Toulousains terminent à la première place de la saison régulière, se qualifiant donc en demi-finale où ils battent largement le Racing 92 sur le score de 41 à 14 et retrouvent donc le Stade rochelais en finale, comme en 2021,. En finale, Marchand est titulaire en première ligne en compagnie de Baille et Aldegheri, puis est remplacé en seconde période par Mauvaka. Dans un match très serré, Toulouse s'impose en fin de match et l'emporte 29 à 26,. Julien Marchand remporte donc le Bouclier de Brennus pour la troisième fois de sa carrière. Il réalise une excellente saison en club comme en sélection, en étant notamment nommé pour le titre du joueur EPCR de l'année 2023. Il est considéré comme l'un des meilleurs talonneurs du championnat et du monde, si ce n'est le meilleur. Il est aussi élu dans l'équipe type de la saison de Top 14. 

#### Coupe du monde 2023
Sélectionné fin juin 2023 dans une liste de 42 joueurs pour préparer la Coupe du monde 2023, il fait partie de la liste officielle des 33 joueurs qui joueront la compétition.
Titulaire au poste de talonneur lors du premier match contre la Nouvelle-Zélande, il se blesse au bout de quelques minutes seulement, victime d'une déchirure aux ischios-jambiers. Le staff annonce le lendemain une indisponibilité de quatre semaines et décide de le conserver dans le groupe, dans l'espoir de le réintégrer dès que possible,,. Il ne rejoue pas de la compétition qui s'arrête pour la France en quart de finale après une défaite contre l'Afrique du Sud.
Ressentant toujours des douleurs à la suite de sa blessure, il subit en octobre une intervention chirurgicale et reprend la compétition le 23 décembre avec le Stade toulousain lors d'une rencontre de Top 14 contre le RC Toulon. Remplaçant Peato Mauvaka à la 49e minute, il participe à la victoire toulousaine 25-17.

#### Champion d'Europe et de France en 2024
Le 25 mai 2024, il est remplaçant avec le Stade toulousain en finale de la Champions Cup au Tottenham Hotspur Stadium de Londres face au Leinster. Il entre en jeu à la 56e minute à la place de Peato Mauvaka. Les Toulousains s'imposent 31 à 22 après les prolongations face aux irlandais et remportent ainsi le 6e titre de champions d'Europe du club.
Un mois plus tard, il est de nouveau remplaçant en finale du Top 14, organisée exceptionnellement au Stade Vélodrome de Marseille, contre l'Union Bordeaux Bègles. Il entre en jeu à la 54e minute à la place de Peato Mauvaka. Les Toulousains l'emportent 59 à 3, plus large score de l'histoire en finale du championnat de France.

## Statistiques

### En club
| Saison                 | Club                   | Championnat | Championnat | Championnat | Coupe d'Europe     | Coupe d'Europe | Coupe d'Europe |
| Saison                 | Club                   | Compétition | Matchs      | Essais      | Compétition        | Matchs         | Essais         |
| ---------------------- | ---------------------- | ----------- | ----------- | ----------- | ------------------ | -------------- | -------------- |
| 2014-2015              | Stade toulousain       | Top 14      | 15          | -           | Coupe d'Europe     | 4              | -              |
| 2015-2016              | Stade toulousain       | Top 14      | 14          | -           | Coupe d'Europe     | 5              | -              |
| 2016-2017              | Stade toulousain       | Top 14      | 21          | 4           | Coupe d'Europe     | 3              | -              |
| 2017-2018              | Stade toulousain       | Top 14      | 20          | 1           | Challenge Européen | 4              | 1              |
| 2018-2019              | Stade toulousain       | Top 14      | 11          | 2           | Coupe d'Europe     | 6              | -              |
| 2019-2020              | Stade toulousain       | Top 14      | 5           | -           | Coupe d'Europe     | 8              | 2              |
| 2020-2021              | Stade toulousain       | Top 14      | 13          | 2           | Coupe d'Europe     | 3              | 1              |
| 2021-2022              | Stade toulousain       | Top 14      | 16          | 1           | Coupe d'Europe     | 3              | -              |
| 2022-2023              | Stade toulousain       | Top 14      | 15          | 1           | Champions Cup      | 6              | -              |
| 2023-2024              | Stade toulousain       | Top 14      | 9           | 2           | Champions Cup      | 6              |                |
| 2024-2025              | Stade toulousain       | Top 14      | 7           | 2           | Champions Cup      | 2              | 1              |
| Total Stade toulousain | Total Stade toulousain | Top 14      | 146         | 15          | Coupes d'Europe    | 50             | 5              |

### Internationales

#### Équipe de France des moins de 20 ans
Julien Marchand dispute 8 matchs avec l'équipe de France des moins de 20 ans. Il participe au tournoi des Six Nations des moins de 20 ans en 2015 et au championnat du monde junior en 2015.

#### XV de France
Au 15 mars 2025, Julien Marchand compte 45 sélections en équipe de France, dont 31 en tant que titulaire, pour deux essais inscrits, depuis sa première cape face aux Fidji, le 24 novembre 2018. Il a pris part à sept éditions du Tournoi des Six Nations, en 2019, 2020, 2021, 2022, 2023, 2024 et 2025. Il dispute également une édition de la Coupe du monde en 2023.  
| Année | Compétition                 | Matchs | Points | Essais |
| ----- | --------------------------- | ------ | ------ | ------ |
| 2018  | Test matchs                 | 1      | -      | -      |
| 2019  | Six Nations                 | 1      | -      | -      |
| 2020  | Six Nations                 | 5      | -      | -      |
| 2020  | Test matchs                 | 1      | -      | -      |
| 2020  | Coupe d'automne des nations | 1      | -      | -      |
| 2021  | Six Nations                 | 5      | -      | -      |
| 2021  | Test matchs                 | 2      | -      | -      |
| 2022  | Six Nations                 | 5      | -      | -      |
| 2022  | Test matchs                 | 3      | 5      | 1      |
| 2023  | Six Nations                 | 5      | -      | -      |
| 2023  | Test match                  | 2      | -      | -      |
| 2023  | Coupe du monde              | 1      | -      | -      |
| 2024  | Six Nations                 | 5      | -      | -      |
| 2024  | Test match                  | 3      | -      | -      |
| 2025  | Six Nations                 | 5      | 5      | 1      |
| Total | Total                       | 45     | 10     | 2      |

| Adversaire       | Matchs joués | Victoires | Défaites | Nuls | Essais | Points | % de victoire |
| ---------------- | ------------ | --------- | -------- | ---- | ------ | ------ | ------------- |
| Angleterre       | 6            | 4         | 2        | 0    | 0      | 0      | 66.67         |
| Afrique du Sud   | 1            | 1         | 0        | 0    | 0      | 0      | 100           |
| Argentine        | 2            | 1         | 0        | 0    | 0      | 0      | 100           |
| Australie        | 2            | 2         | 0        | 0    | 1      | 5      | 100           |
| Écosse           | 8            | 6         | 2        | 0    | 0      | 0      | 75            |
| Fidji            | 1            | 0         | 1        | 0    | 0      | 0      | 0             |
| Géorgie          | 1            | 1         | 0        | 0    | 0      | 0      | 100           |
| Pays de Galles   | 8            | 7         | 1        | 0    | 1      | 5      | 87.5          |
| Irlande          | 6            | 4         | 2        | 0    | 0      | 0      | 66.67         |
| Italie           | 6            | 5         | 0        | 1    | 0      | 0      | 83.33         |
| Japon            | 2            | 2         | 0        | 0    | 0      | 0      | 100           |
| Nouvelle-Zélande | 2            | 2         | 0        | 0    | 0      | 0      | 100           |
| Total            | 45           | 36        | 8        | 1    | 2      | 10     | 80            |

| Numéro | Date            | Lieu                         | Adversaire     | Compétition                  | Résultat | Score |
| ------ | --------------- | ---------------------------- | -------------- | ---------------------------- | -------- | ----- |
| 1      | 5 novembre 2022 | Stade de France, Saint-Denis | Australie      | Test match                   | Victoire | 30-29 |
| 2      | 31 janvier 2025 | Stade de France, Saint-Denis | Pays de Galles | Tournoi des Six Nations 2025 | Victoire | 43-0  |

## Palmarès

### En club
- Stade toulousain
  - Vainqueur du Championnat de France en 2019[N 1], 2021, 2023, 2024 et 2025
  - Vainqueur de la Champions Cup en 2024[N 2]

### En sélection nationale
- France
  - Vainqueur du Tournoi des Six Nations en 2022 (Grand Chelem) et 2025

#### Tournoi des Six Nations
| Édition          | Rang | Résultats France | Résultats Marchand | Matchs Marchand |
| ---------------- | ---- | ---------------- | ------------------ | --------------- |
| Six Nations 2019 | 4    | 2 v, 0 n, 3 d    | 0 v, 0 n, 1 d      | 1/5             |
| Six Nations 2020 | 2    | 4 v, 0 n, 1 d    | 4 v, 0 n, 1 d      | 5/5             |
| Six Nations 2021 | 2    | 3 v, 0 n, 2 d    | 3 v, 0 n, 2 d      | 5/5             |
| Six Nations 2022 | 1    | 5 v, 0 n, 0 d    | 5 v, 0 n, 0 d      | 5/5             |
| Six Nations 2023 | 2    | 4 v, 0 n, 1 d    | 4 v, 0 n, 1 d      | 5/5             |
| Six Nations 2024 | 2    | 3 v, 1 n, 1 d    | 3 v, 1 n, 1 d      | 5/5             |
| Six Nations 2025 | 1    | 4 v, 0 n, 1 d    | 4 v, 0 n, 1 d      | 5/5             |

Légende : v = victoire ; n = match nul ; d = défaite ; la ligne est en gras quand il y a Grand Chelem.

#### Coupe du monde
| Édition     | Rang                | Résultats France | Résultats Marchand | Matchs Marchand |
| ----------- | ------------------- | ---------------- | ------------------ | --------------- |
| France 2023 | Quarts-de-finaliste | 4 v, 0 n, 1 d    | 1 v, 0 n, 0 d      | 1/5             |

### Distinctions personnelles
- Membre de l'équipe type du Tournoi des Six Nations en 2022
- Membre de l'équipe type du Championnat de France en 2023